# The Drop
The Drop is een Amerikaanse film uit 2014 onder regie van de Belgische regisseur Michaël R. Roskam. De film is gebaseerd op het kortverhaal Animal Rescue van Dennis Lehane. Dit was ook de laatste speelfilm van de in 2013 overleden acteur James Gandolfini.
De film ging in première op het Internationaal filmfestival van Toronto op 5 september.

## Verhaal
Barman Bob Saginowski (Tom Hardy) werkt samen met zijn neef Marv (James Gandolfini) in een bar in Brooklyn. De bar was 10 jaar geleden van Marv maar door schulden moest hij deze afstaan aan een groep Tsjetsjeense criminelen, Marv en Bob runnen sindsdien de bar voor deze Tsjetsjenen.
Om en om wordt er in de stad iedere nacht een bar aangewezen als "drop bar" die dan fungeert als afstortpunt van een illegale bank waar de mensen uit de stad hun zwarte of criminele geld afgeven. Op een avond vindt er een overval plaats op de bar van Marv. Er wordt 5000 dollar buitgemaakt. Omdat de bar die avond geen drop bar was is de buit gelukkig beperkt. Bob moet met zijn neef Marv er wel voor de Tsjetsjeense eigenaars voor zorgen dat het gestolen geld terug wordt gevonden. Nadat Bob een hond vindt in een vuilnisbak bij het huis van Nadia (Noomi Rapace) raakt hij in contact met een zekere Eric Deeds (Matthias Schoenaerts) die beweert dat de hond van hem is. Hij komt meer te weten over Eric en het verhaal gaat rond dat Eric ooit een stamgast van de bar heeft gedood. Nadia helpt Bob om voor zijn hond te zorgen maar Bob komt te weten dat Nadia ooit de vriendin was van Eric. Later vinden Bob en Marv een zak met geld en een arm van een van de overvallers. Bob zorgt ervoor dat de arm verdwijnt maar het blijkt dat Marv de overvallers kent en met een smerige zaak bezig is. Hij doodt ook de tweede overvaller door er met zijn auto overheen te rijden. Eric perst Bob af door te zeggen dat hij 10.000 dollar moet betalen voor de hond. De Tsjetsjeense criminelen zeggen dat de bar op de avond van de Super Bowl weer een "drop bar" zal zijn. Marv hoort hiervan en bespreekt een plan met Eric voor een nieuwe overval.
Tijdens de avond van de Super Bowl wordt er veel zwart geld doorgegeven aan Bob. Ondertussen heeft Eric zich met Nadia, die tegen haar wil mee moest, gevestigd in de bar om te wachten tot 2 uur. De avond is bijna gedaan en iedereen vertrekt behalve Eric en Nadia. Eric zegt dat Bob de kluis moet openmaken en vertelt dat hij weet van het alarm van de kluis.  Bob is dat niet van plan waarna het gesprek overgaat op de moord die Deeds ooit gepleegd zou hebben. Hierna neemt Bob een pistool en schiet hij Eric dood in bijzijn van Nadia omdat Deeds haar anders nooit met rust zou laten volgens Bob. Marv wordt later geëxecuteerd door een van de Tsjetsjeense criminelen vanwege zijn betrokkenheid bij de overvallen op de bar. Ze halen later het geld en het lijk van Deeds op en zeggen dat Bob goed werk heeft geleverd en dat hij voortaan de beheerder van de bar is.
De rechercheur die de overvallen heeft onderzocht komt nog langs om Bob te condoleren met het overlijden van zijn neef Marv. Hij vertelt ook dat Deeds de moord destijds niet gepleegd kan hebben omdat hij toen vastzat, en dat hij alleen zei dat hij de moord wel gepleegd had om een bepaalde reputatie op te bouwen. Hij suggereert dat Bob erachter zat en vertrekt. Bob komt later met zijn hond Nadia bezoeken om te vragen of ze nog contact met hem wil.

## Rolverdeling
- Tom Hardy als Bob Saginowski
- Noomi Rapace als Nadia
- James Gandolfini als neef Marv
- Matthias Schoenaerts als Eric Deeds
- John Ortiz als detective Torres
- Elizabeth Rodriguez als detective Romsey
- Michael Aronov als Chovka
- Morgan Spector als Andre
- Michael Esper als Rardy
- Ross Bickell als Father Regan
- James Frecheville als Fitz
- Tobias Segal als Briele
- Patricia Squire als Millie
- Ann Dowd als Dottie
- Chris Sullivan als Jimmy

## Prijzen
- "Prijs voor het beste scenario" op het 62ste Internationaal filmfestival van San Sebastian in 2014.[2]